# Wranglers de Houston
Les Wranglers de Houston (en anglais : Houston Wranglers) sont une équipe membre du World Team Tennis de 2005 à 2007 et basée à Houston.

## Effectif 2006
- Mardy Fish
- Jan-Michael Gambill
- Graydon Oliver
- Anna-Lena Grönefeld
- Bryanne Stewart
- Ahsha Rolle